# André Six
André Jules Henri Six (* 15. Juli 1879 in Lambersart; † 1. April 1915 in Chelles) war ein französischer Schwimmer.
Im Jahr 1900 nahm er bei den Olympischen Spielen in Paris am Unterwasserschwimmen teil. Beim erstmaligen und einzigen Auftritt dieser Disziplin konnte er sich hinter seinem Freund und Vereinskollegen Charles Devendeville und mit einer Punktzahl von 185,4 die Silbermedaille sichern.
Im Jahr 1910 diente Six zunächst für zwei Jahre der Französischen Armee, ehe er nach zweijähriger Pause als Reservist 1914 aufgrund des Ersten Weltkriegs wieder einberufen wurde. Am 1. April 1915 wurde Six in einem Kampf bei Chelles getötet.